# Массовые убийства в Финляндии
Массовые убийства в Финляндии — массовые убийства, совершённые в Финляндии.
Финляндия является страной, где уровень убийств традиционно невысок (см. Преступность в Финляндии). Тем не менее, с начала XXI века страна имеются случаи многочисленных массовых убийств.

## Описание
Финляндия — одна из немногих европейских стран, где убийства в школах направлены против школы как сообщества и как учреждения. Это явление похоже на то, что происходит в Соединенных Штатах, стране, очень пострадавшей от стрельбы в школах. Единственное отличие, которое объясняет небольшое количество жертв в Финляндии, по сравнению с США, — это ограничение на автоматического оружия в Финляндии (см. Законы об оружии#Финляндия). Это ограничение последовало за первым убийством с применением оружия, которое произошло в 1999 г. (см. Sanna Sillanpää).
После серии массовых убийств в Финляндии в 2007—2009 годах финское правительство выпустило новые рекомендации по огнестрельному оружию для пистолетов и револьверов, которые были основным оружием во время этих нападений. Отныне претенденты на получение лицензий на ношение огнестрельного оружия должны быть активными членами стрелкового клуба и проходить проверку у своего врача и полиции.
Из семи массовых расстрелов в XXI веке четыре произошли в школах, два носили террористический характер и одно произошло в коммерческих помещениях.

## Крупнейшие массовые убийства
| Дата             | Место                     | Происшествие                       | Погибли | Пострадали | Описание |
| ---------------- | ------------------------- | ---------------------------------- | ------- | ---------- | --- |
| 11 октября 2002  | торговый центр в Мюурмяки | Взрыв в торговом центре «Мюрманни» | 6 (+1)  | 166        | 19-летний студент-химик совершил самоподрыв в торговом центре в Мюурмяки (районе города Вантаа)                                                                                       |
| 7 ноября 2007    | школа «Йокела»            | Массовое убийство в Йокела         | 8 (+1)  | 1          | 18-летний ученик с пистолетом открыл стрельбу в школе и покончил с собой. |
| 23 сентября 2008 | колледж Каухайоки         | Массовое убийство в Каухайоки      | 10 (+1) | 3          | Студент с пистолетом и коктейлями Молотова напал на студентов и покончил с собой. |
| 31 декабря 2009  | торговый центр в Эспоо    | Стрельба в городе Эспоо            | 5 (+1)  | 0          | 43-летний косовский албанец после разрыва с девушкой убил её, напал на посетителей торгового центра и покончил с собой.                                                               |
| 26 мая 2012      | Хювинкяа                  | Стрельба в Хювинкяа                | 2       | 7          | 18-летний преступник, переодевшись в камуфляжную форму, забрался на крышу ресторана в центре города и открыл огонь по людям. Он был арестован и приговорён к пожизненному заключению. |
| 18 августа 2017  | Торговая площадь Турку    | Теракт в Турку                     | 2       | 8          | Сторонник ИГИЛ напал с ножом на людей на улицах Турку. |